# Louvre-Lens
Het Louvre-Lens is een dependance van het Louvre in de Franse gemeente Lens, in het departement Pas-de-Calais. Het werd geopend op 4 december 2012, de dag waarop het feest van de Heilige Barbara, patroonheilige van de mijnwerkers, wordt gevierd. Deze dag werd gekozen als symbool voor de reconversie van de voormalige steenkolenmijnsite waarop het museum gevestigd is.

## Het gebouw
De constructie van glas en staal is ontworpen door de Japanse architecten Kazuyo Sejima en Ryue Nishizawa, die samen architectenbureau SANAA in Tokio vormen. Het ontwerp kwam tot stand in 2006 als onderdeel van een internationale wedstrijd. De omliggende tuin werd ontworpen door landschapsarchitecte Catherine Mosbach.

## Tentoonstelling

### Grote galerij
Van 2012 tot en met 2017 werd in deze zaal een tentoonstelling gehouden onder de naam La Galerie du temps. Er waren werken te vinden uit de vaste collectie van het Louvre, opgedeeld in drie perioden. Van verschillende culturen kreeg men kunstwerken te zien uit de Oudheid, de Middeleeuwen en de Moderne Tijd.

### Glazen paviljoen
In het glazen paviljoen, dat zich aan het einde van de grote galerij bevindt, wordt jaarlijks een tentoonstelling georganiseerd die aansluit bij de vaste tentoonstelling uit de grote galerij.

### Galerij voor tijdelijke tentoonstellingen
Halfjaarlijks wordt een tijdelijke tentoonstellingen samengesteld in de daartoe bestemde galerij.
- Renaissance (4 december 2012 - 11 maart 2013)
- Het Europa van Rubens[4] (22 mei 2013 - 23 september 2013)
- De Etrusken en de Middellandse Zee (5 december 2013 - 10 maart 2014)
- De Verschrikkingen van Oorlog (28 mei 2014 - 6 oktober 2014)
- Dieren en Farao's[5] (4 december 2014 - 9 maart 2015)
- Goud en Ivoor (27 mei 2015 - 28 september 2015)
- Dans, Omhels Wie Je Wil (5 december 2015 - 29 februari 2016)
- Retrospectieve Charles Le Brun (18 mei 2016 - 29 augustus 2016)
- De Geschiedenis Begint in Mesopotamië[6] (2 november 2016 - 23 januari 2017)
- De Gebroeders Le Nain, (22 maart 2017 - 26 juni 2017)

## Afbeeldingen

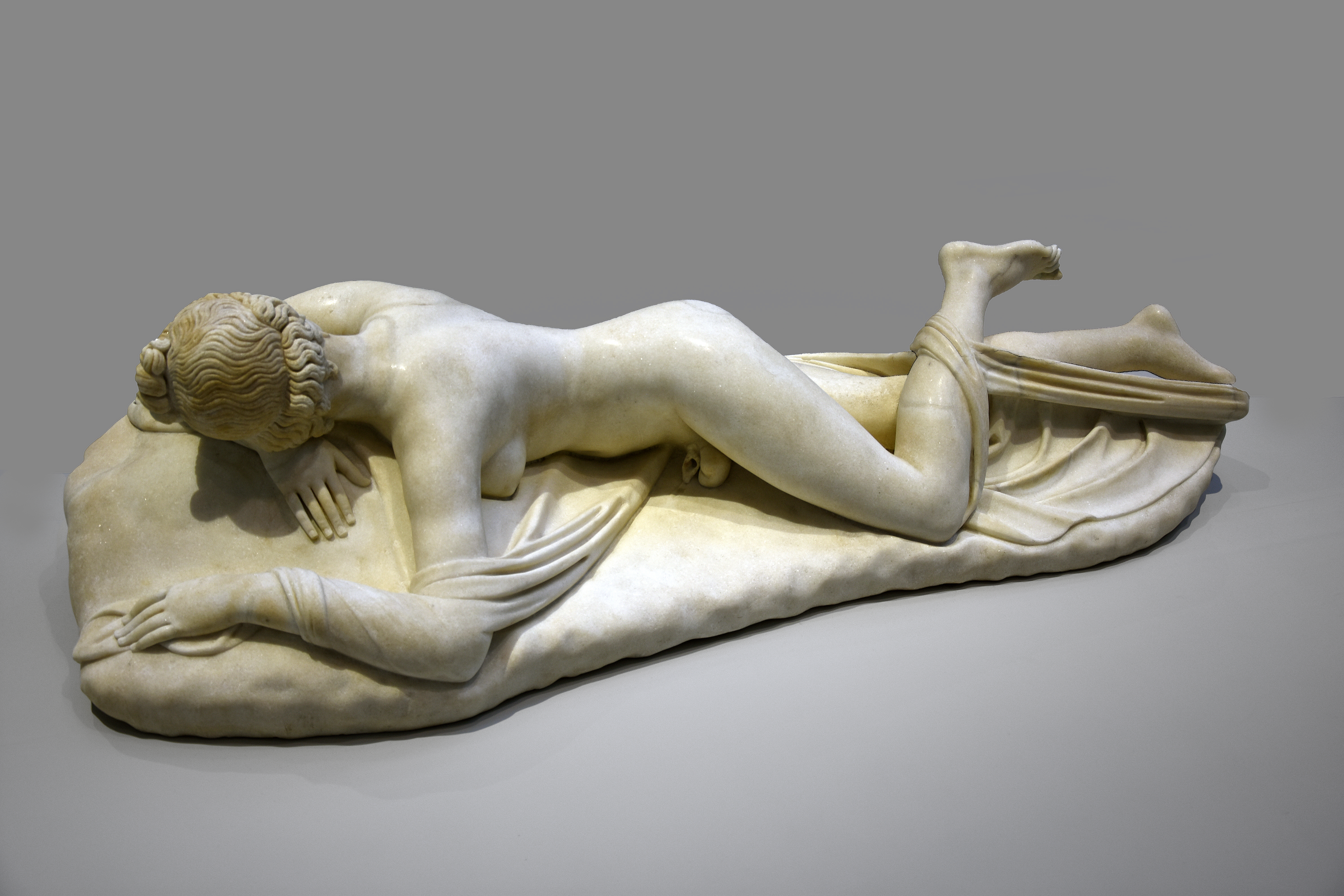
Het beeld van een hermaphroditus in Louvre-Lens, ooit in het bezit van paus Pius VI
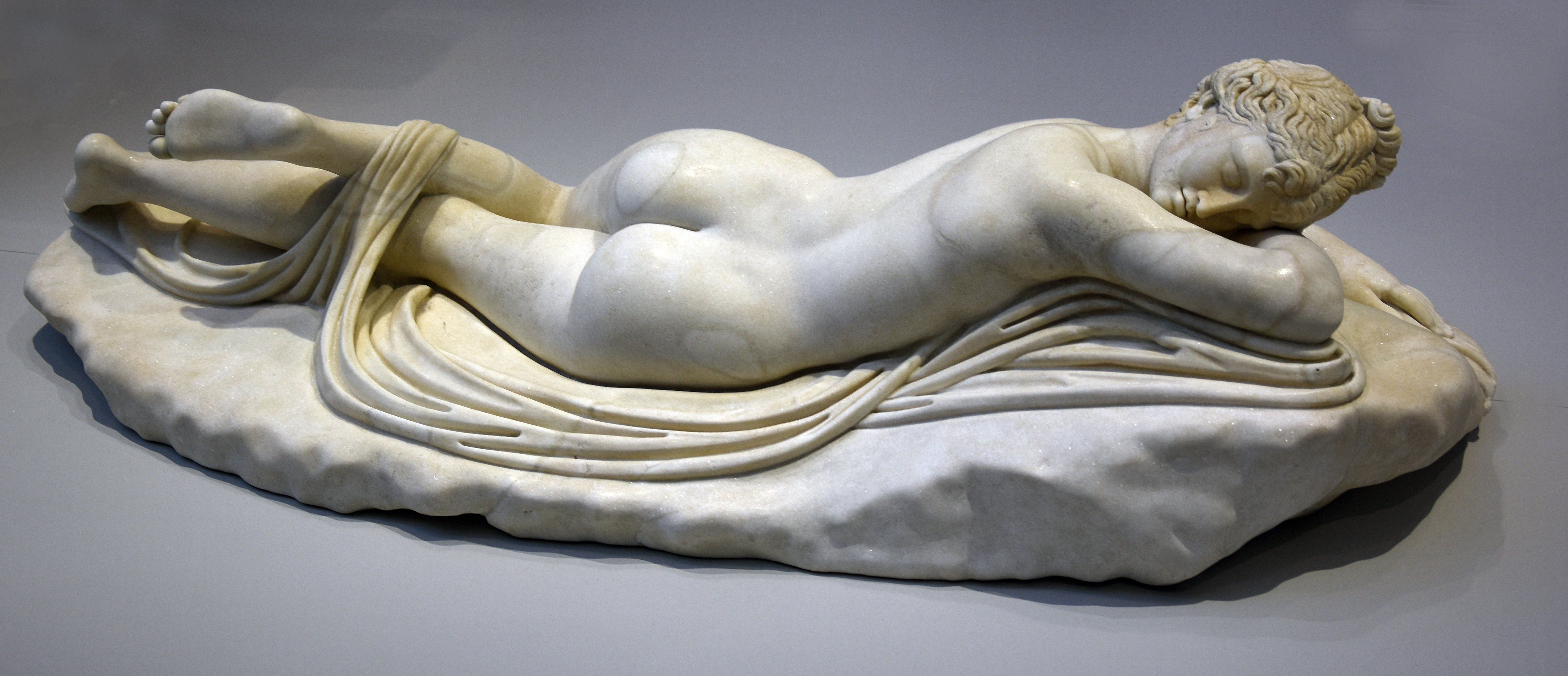
Een ander gezicht op de hermaphroditus